# Santa Oda
Santa Oda de Escocia (h. 680 – h. 726) fue una mujer, de supuesto origen escocés, que llevó una vida de reclusión en los Países Bajos. Su día festivo es el 20 de abril.

## Biografía
Oda nació ciega, y su padre la envió de peregrinación a Lieja para que visitara las reliquias de San Lamberto. Mientras rezaba en la tumba del santo, la ceguera se le curó milagrosamente, tal y como consta en la vita de la santa del siglo VIII. Después de prometer que dedicaría su vida a Dios, regresó a Escocia.
Según unos documentos escritos en el siglo XIII, su padre quería concertarle un matrimonio. Debido al juramento que hizo, ella y su doncella huyeron al otro lado del Mar del Norte. Tras una peregrinación a Roma y al Monte Sant'Angelo (Gargano), Oda rezó en varios pueblos de los Países Bajos y de Bélgica, y se instaló finalmente en Venray, pero las urracas no dejaban de importunarla. Como buscaba la soledad, huyó de aquellas, y los pájaros la llevaron a un lugar abierto del bosque. Allí, los pueblerinos le construyeron una cabaña.
Con el fin de proteger su humilde refugio del viento, el granizo, la lluvia y la nieve y de ocultárselo al mundo, Oda plantó unos arbustos. Al día siguiente, ya habían crecido hasta convertirse en un espeso seto. Su padre la buscó, y, al igual que en el relato de Santa Dimpna, descubrió su paradero porque ella había usado monedas de su tierra natal. No obstante, cuando intentó acercarse a la cabaña, las urracas no dejaron de ahuyentarlo. Al final, se dio por vencido y volvió a Escocia sin ella. Oda se quedó allí como ermitaña.[cita requerida]

## Iconografía
Se suele representar a Santa Oda vestida con un largo vestido azul que deja un hombro al descubierto y con un bastón o un libro en las manos (símbolo de la sanación de su ceguera). Siempre aparece con una urraca posada en su mano y una corona debajo de sus pies (símbolo de su rechazo al reino de su padre terrenal).[cita requerida]

Bandera de Sint-Oedenrode

## Veneración
Después de su muerte, su humilde cabaña se transformó en un lugar de peregrinación. «La casa de Santa Oda en el bosque» acabó siendo la ciudad de Sint-Oedenrode (en holandés, cualquier espacio abierto y pequeño que esté hecho por el hombre se llama rode). Al igual que la bandera de Escocia, la de Sint-Oedenrode se compone de una cruz de San Andrés blanca sobre campo azul.
En la iglesia de Saint Martin de Sint-Oedenrode, se custodian fragmentos del cráneo de Oda y algunos dientes suyos. Asimismo, se conservan varias estatuas y pinturas en una capilla dedicada a la santa que se halla en el jardín de la iglesia. Los peregrinos visitaban a Oda para aliviar la irritación de ojos y otras enfermedades de la cabeza.[cita requerida]